# Sheffield Lake (Ohio)
Sheffield Lake es una ciudad ubicada en el condado de Lorain en el estado estadounidense de Ohio. En el Censo de 2010 tenía una población de 9137 habitantes y una densidad poblacional de 1.424,23 personas por km².

## Geografía
Sheffield Lake se encuentra ubicada en las coordenadas 41°29′18″N 82°5′52″O / 41.48833, -82.09778. Según la Oficina del Censo de los Estados Unidos, Sheffield Lake tiene una superficie total de 6.42 km², de la cual 6.42 km² corresponden a tierra firme y (0%) 0 km² es agua.

## Demografía
Según el censo de 2010, había 9137 personas residiendo en Sheffield Lake. La densidad de población era de 1.424,23 hab./km². De los 9137 habitantes, Sheffield Lake estaba compuesto por el 94.47% blancos, el 1.67% eran afroamericanos, el 0.26% eran amerindios, el 0.5% eran asiáticos, el 0.01% eran isleños del Pacífico, el 0.92% eran de otras razas y el 2.16% pertenecían a dos o más razas. Del total de la población el 4.91% eran hispanos o latinos de cualquier raza.